# Робида, Альбер
Альбе́р Робида́ (фр. Albert Robida; 14 мая 1848, Компьень — 11 октября 1926, Нёйи-сюр-Сен) — французский карикатурист, иллюстратор и писатель. В течение 12 лет редактировал и издавал журнал La Caricature. 
В 1880-е написал футуристическую трилогию романов, став предтечей стимпанка.

## Биография
Альбер Робида родился в Компьене в семье плотника. Изначально учился на нотариуса, но предпочёл стать карикатуристом. В 1866 году вступил в редакцию журнала «Amusant» как иллюстратор.
Активный участник Парижской коммуны (1871), после поражения оной ему с трудом удалось скрыться от неприятеля.
В 1880 году вместе с Жоржем Деко (фр. Georges Decaux) основал свой собственный журнал «La Caricature», которым занимался до 1892 года.
В 1900-х создаёт 520 иллюстраций к еженедельной серии Пьера Жиффара «La Guerre Infernale». У Робиды и его жены Маргариты (урожденной Нуаре) было семеро детей, трое из которых внесли свой вклад в искусство. Его старший сын Камилл (1880-1938) стал известным архитектором. Его младший сын Анри был назначен архитектором-консультантом правительства Сиама, однако он погиб во время Первой мировой войны. Дочь Эмилия также была иллюстратором. Помимо нескольких совместных работ с отцом, она публиковалась в таких периодических изданиях, как Le Journal pour tous и La Poupée modele. Другой сын, Фредерик, был президентом Touring Club de France.

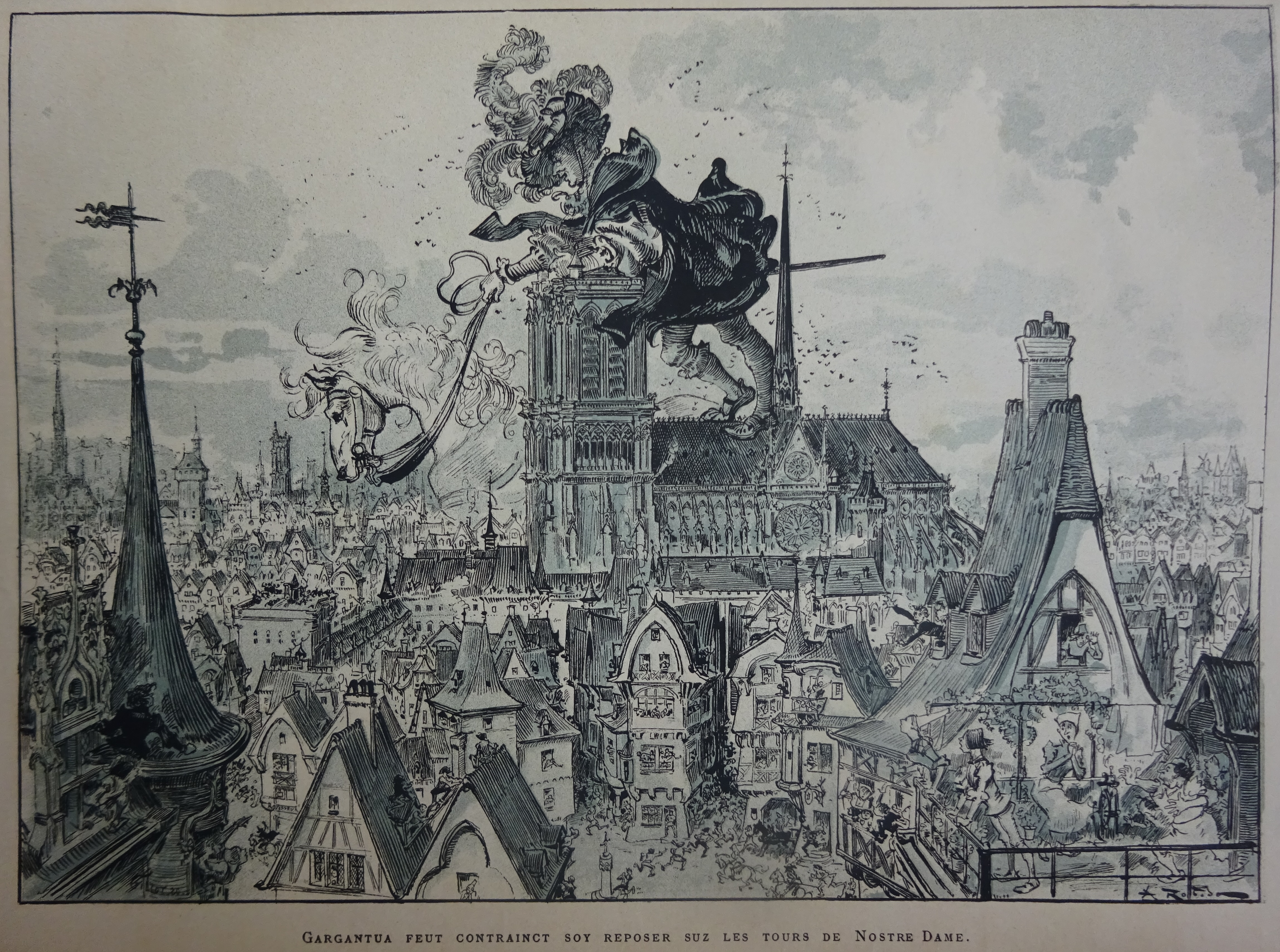
Гаргантюа на крыше собора Парижской Богоматери (иллюстрация к первой книге «Гаргантюа и Пантагрюэля»)

За время творчества художник также иллюстрировал путеводители и исторические книги, создал ряд красочных рисунков на исторические темы, посвящённых битвам эпохи Возрождения: битве при Павии, сражению при Мариньяно и осаде Рима в 1527 году ландскнехтами императора Карла V. Написал художественную книгу «Осада Компьеня», посвящённую событиям, связанным с пленением Жанны д’Арк. Кроме того, он создал иллюстрации к произведениям классиков европейской литературы: Вийона, Рабле, Сервантеса и других писателей.
В своих фантастических произведениях Робида довольно точно предугадал и изобразил концепции танков, линкоров, авиацию, видеотелефоны, дистанционное обучение, дистанционные покупки, домофоны, видеодомофоны, видеодиски, видеотеки, телевидение, реалити-шоу, системы видеонаблюдения (включая концепцию Большого Брата под другим названием), химическое оружие, бактериологическое оружие, противогаз, техногенные катастрофы, небоскрёбы, гипсокартон и пробные браки (совместное проживание в форме "обручального путешествия" под надзором доверенного лица перед формальным заключением брака). Так же Робида достаточно точно, хотя и иронично, описал концепцию клонирования и нервное истощение из-за информационной усталости. Хотя Робида считается искусствоведами и историками литературы как предтеча классического паропанка, как и в дизельпанке, у Робида гораздо активнее используется электричество (роман о Жорже Лоррисе и Эстеллы Лакомб называется «Электрическая жизнь»).
В дополнение к его футуристическим произведениям выделяется работа «Часы минувших столетий» (1902), с изменениями парадигмы реверсивной хронологии, что по мнению некоторых из его критиков, предвосхитило идею Филиппа Дика из романа «Counter-Clock World» (1967 г. в российской переводе «Время, назад»)
Существует медийная легенда, что Робида утратил популярность во время Первой мировой, когда его прогнозы начали сбываться с ужасающей точностью, сам испугался и своих пророчащих творений, перестал рисовать. Фактически же 66-летний художник оставил работу и вышел на пенсию, поскольку французская фантастическая литература и графическая мода ушли вперёд, а военные будни на время отодвинули развлекательный жанр. В 1919-м году Робида выпустил повесть «В 1965-м году», а в 1925-м — роман «Шале в воздухе».
В 1919 году Робида сказал в интервью по случаю выхода своей книги о людях будущего: «Они будут проживать свою повседневную жизнь в колесах полностью механизированного мира до такой степени стремительно, что я удивлюсь, как они будут успевать наслаждаться самыми простыми доступными нам удовольствиями: тишиной и одиночеством. Но так как они вообще ничего из этого не узнают, то и не пропустят».

## Футуристическая трилогия

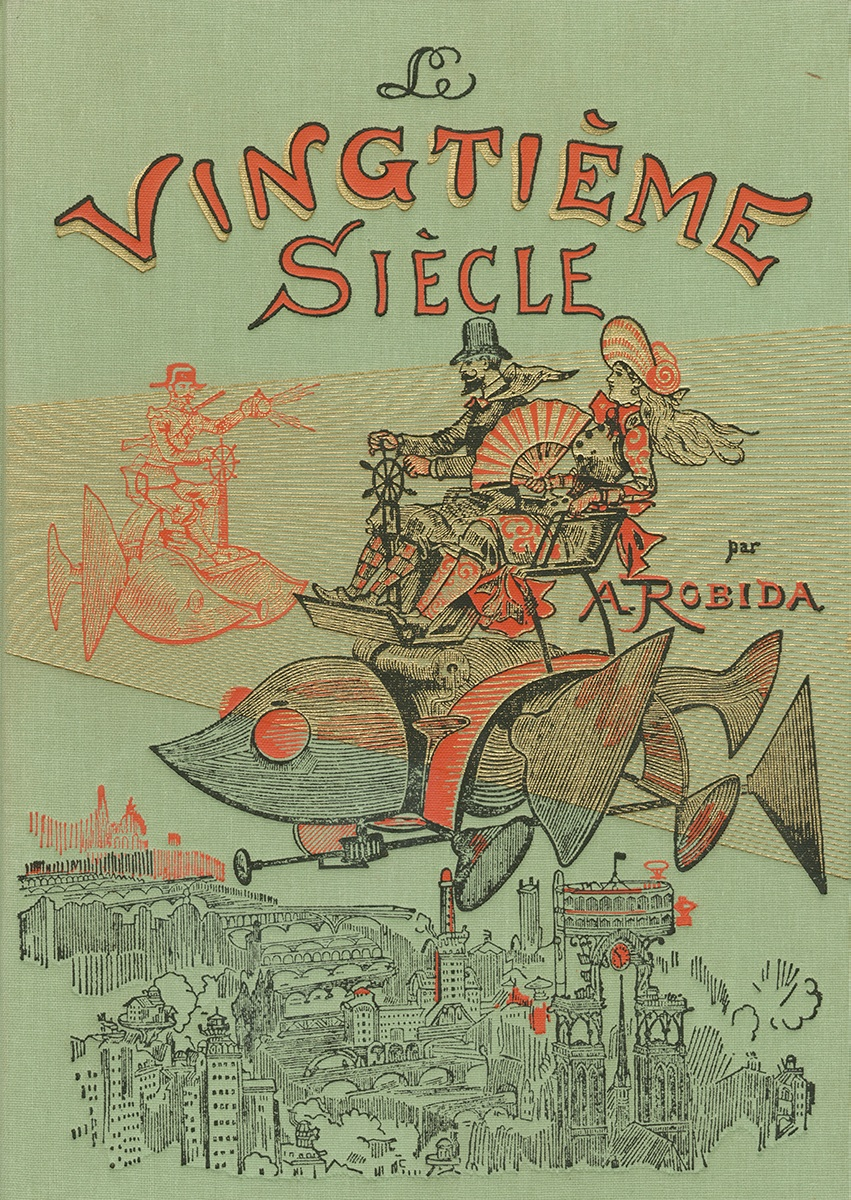
Обложка романа «XX век» (1883)

Творчество Альбера Робида было вновь открыто благодаря его трилогии футуристических романов:
- Le Vingtième Siècle («XX век», 1883)
- La Guerre au vingtième siècle («Война в XX веке», 1887)
- Le Vingtième siècle. La vie électrique («Двадцатый век. Электрическая жизнь», 1890)

Эти работы похожи на произведения Жюля Верна (которого он считал своим учителем), но отличаются отсутствием оптимизма (однако ироничны и более продуманы в описании социальных отношений), а технические изобретения в них уже являются достоянием общественности. Предсказал появление современной военной техники (танк, линкор, авиация), оружия массового поражения (химическое и бактериологическое), видеоустройств, небоскрёбов, гипсокартона и социальные изменения (эмансипация женщин, массовый туризм, экологические загрязнения). Благодаря этим книгам считается предтечей стимпанка.